# Rawalo (plaats)
Rawalo is een bestuurslaag in het regentschap Banyumas van de provincie Midden-Java, Indonesië. Rawalo telt 6662 inwoners (volkstelling 2010).